# Kälberstall

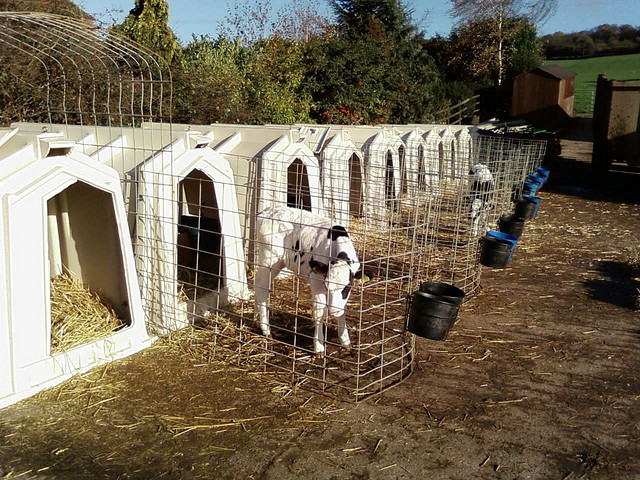
Kälberiglus, für die Einzelhaltung mit hochklappbaren Zaunelementen versehen

Ein Kälberstall ist ein Stall, der ausschließlich für die Haltung von Kälbern vorgesehen und für deren Anforderungen optimiert ist. In der traditionellen Haltung waren Kälber häufig hinter ihren Müttern angebunden, was klimatisch und hinsichtlich der Sozialkontakte ungünstig ist.
Kälberställe sollten gut belüftet und nicht zu warm sein. Außentemperaturen bis −10 °C werden von (trockenen) Kälbern besser vertragen als Temperaturen über 25 °C. Ein Schutz vor Sonneneinstrahlung, Wind und eine Wärmeisolation nach unten sollten gewährleistet sein. In den ersten ein bis zwei Lebenswochen ist eine Einzelhaltung unter ethologischen Gesichtspunkten besser. Bei Gruppenhaltung kann es zudem zur Verdrängung durch ältere Kälber und zum Belecken des noch nicht abgeheilten Nabels kommen. Darüber hinaus sind Tränke- und Futteraufnahme besser kontrollierbar. Für die Außenhaltung sind dabei sogenannte Kälberiglus eine sehr gute Variante.
Ab einem Alter von zwei Wochen muss der Stall eine Gruppenhaltung ermöglichen, welche ab acht Wochen gesetzlich vorgeschrieben ist. Dies vermindert nicht nur den Arbeitsaufwand, sondern ist auch für Sozialkontakte zwischen den Tieren von Vorteil. Dabei sollte die Gruppengröße nicht über 25 Tieren liegen und für jedes Tier ein Fressplatz vorhanden sein. Man unterscheidet einhäusige und mehrhäusige Kälberställe. Bei einhäusigen Ställen sind alle Funktionsbereiche unter einem Dach. Sie sollten von drei Seiten geschlossen sein und ein nach Südosten gerichtetes großes Tor besitzen, um genügend Sonneneinfall und Schutz vor der Hauptwindrichtung zu gewährleisten. Beim mehrhäusigen Kälberstall sind die Funktionsbereiche Fressen/Trinken, Aktivität und Ruhen räumlich getrennt. Beim „Nürtinger Freiluftstall“ ist nur der Bereich Ruhen in einer von drei Seiten geschlossenen Hütte baulich geschützt, die anderen Lebensbereiche finden im Freien statt.